# غريغوري لاندسبيرغ
غريغوري لاندسبيرغ (22 يناير 1890 - 2 فبراير 1957) اسمه الكامل غريغوري سامويلوفيج لاندسبيرغ (Григорий Самуилович Ландсберг)، عالم فيزياء سوفييتي الجنسية. ولد في فولوغدا وتوفي في موسكو. شارك غريغوري لاندسبيرغ باكتشاف التشتت الاندماجي غير المرن للضوء والذي يستعمل الآن في مطيافية رامان. كانت جلّ مساهماته العلمية في مجال البصريات والمطيافية.